# Haxhi Lleshi
Haxhi Lleshi (Prefettura di Dibër, 19 ottobre 1913 – Tirana, 2 gennaio 1998) è stato un politico albanese.
Figura di spicco del governo comunista di Enver Hoxha ha ricoperto una pluralità di cariche prestigiose di quel periodo tra cui, quella di secondo Presidente del Praesidium dell'Assemblea Popolare dal 1953 al 1982 e di ministro dell’interno nel primo governo Hoxha (1944-1946).